# Volubilis (film, 2017)
Pour plus de détails, voir Fiche technique et Distribution.
Volubilis est un film franco-marocain réalisé par Faouzi Bensaïdi, sorti en 2017.
Il est présenté en section Giornate degli Autori / Venice Days à la Mostra de Venise 2017. 
Il remporte le Tanit de bronze au Journées cinématographiques de Carthage 2017.

## Synopsis
Drame social à Meknes. Deux jeunes amoureux croient en leur avenir. Abdelkader est chargé de sécurité dans un centre commercial et se considère comme l’un des principaux responsables de cette infrastructure, en fait un peu minable ; Malika est d’abord caissière dans un restaurant où elle fait face courageusement au harcèlement sexuel classique de ses clients, puis employée de maison.
Abdelkader n’a rien compris aux ‘’codes’’ et dérape, essaye de se rattraper et s’enfonce encore, et  cherche enfin à se venger...

## Fiche technique
- Titre français : Volubilis
- Réalisation : Faouzi Bensaïdi
- Scénario : Faouzi Bensaïdi
- Sociétés de production : Barney Production - Mont Fleuri Production - Shadi Films
- Pays d'origine :  France -  Maroc -  Qatar
- Format : couleur - 35 mm
- Genre : drame
- Durée : 106 minutes
- Date de sortie :
  - Italie : 31 août 2017 : (Mostra de Venise 2017)

## Distribution
- Faouzi Bensaïdi : Si Mohamed
- Nadia Kounda : Malika
- Mouhcine Malzi : Abdelkader
- Nezha Rahile : Lalla
- Abdelhadi Talbi : Mostapha

## Distinctions
- Tanit de bronze aux Journées cinématographiques de Carthage 2017.